# Меснопрерађивачка индустрија
Меснопрерађивачка индустрија је грана прехрамбене индустрије која се бави прерадом меса и добијањем месних производа. Ослања се на сточарство које је јој главни извор продуката.
У Србији постоји неколико фабрика које се баве овом делатношћу: Индустрија меса Топола, Бачка Топола, Индустрија меса Матијевић, Нови Сад, Месопромет, Панчево, Месна индустрија Голија, Рашка, Карнекс, Врбас и др.